# Seeed
Seeed es una banda alemana de Reggae/Dancehall de Berlín, formada en 1998. El grupo está compuesto por 3 cantantes, 8 instrumentalistas y un DJ, y emplea un amplio abanico de instrumentos en sus composiciones. Sus influencias pasan desde el reggae hasta por el rap y hip hop, abarcando varios estilos.

## Historia
Fundada en 1998, la banda se define a sí misma como multicultural, debido a los orígenes de sus componentes (la mayoría con ascendencia o procedencia de otros países). Tras actuar en locales de conciertos alemanes, lograron editar su primer álbum en 2001 y saltar a la fama en los medios musicales alemanes con un tema dedicado a la ciudad de Berlín, "Dickes B".
En 2003 se publicaría su segundo álbum, "Music Monks", que tendría 2 ediciones: una para el mercado de música en alemán y el otro para el mercado internacional. Esta tendencia se mantuvo con su posterior álbum, "Next!"
En 2006 ganaron el Bundesvision Song Contest (un festival musical alemán) representando al Bundesland de Berlín con la canción Ding, de su álbum "Next!". También actuaron en la inauguración del Mundial de fútbol de Alemania
Seeed ha logrado 5 Discos de Oro y varios premios, además de actuar en diversos festivales nacionales e internacionales. Actualmente algunos de los miembros de la formación han iniciado también sus carreras en solitario, como el vocalista Peter Fox en solitario, que ha publicado en 2008 el álbum "Stadtaffe" (Mono de Ciudad) o el vocalista Demba Nabé con el grupo Boundzound, aunque el grupo continúa en activo como tal.

## Discografía
- New Dubby Conquerors (2001)
- Music Monks (2003, versión internacional en 2004)
- Next! (2005, versión internacional en 2006)
- Live (2006)
- Seeed (2012)
- Bam Bam (2019)

## Sencillos
- Dickes B (2001)
- Dancehall Caballeros (2001)
- Music Monks (2003)
- What You Deserve Is What You Get (2003)
- Release (2004)
- Aufstehn! Rise & Shine (2005)
- Schwinger (2005)
- Ding / Thing (2006)
- Molotov / Wonderful Life (2011)
- Beautiful (2012)
- Augenbling (2012)

## Premios
- ECHO de 2002 al mejor artista/grupo revelación.
- ECHO de 2002 a la promoción de la música Pop nacional.
- ECHO de 2004 al mejor grupo de hip hop.
- Bundesvision Song Contest de 2006, representando al Länder de Berlín, con el tema "Ding" (151 puntos).
- Caribbean Reggae Grammy de 2007 al mejor grupo internacional.
- 1 Live Krone de 2013 al mejor grupo